# Lisabon
Lisabon (portugalski Lisboa; IPA [liʒˈboɐ]) je glavni i s 505.526 stanovnika na svojem administrativnom području površine 84,8 km², najveći grad Portugala. Šire urbanizirano područje grada, površine 958 km², s 2,4 milijuna stanovnika, 12. je najnaseljenije gradsko područje u Europskoj uniji. Oko 2.831,000 stanovnika živi u Metropolitanskoj zoni Lisabona (Área Metropolitana de Lisboa, AML), što je oko 27 % ukupnog stanovništva Portugala, dok 3,34 milijuna ljudi živi u široj aglomeraciji Lisabonske metropolitanske regije koja uključuje i gradove Leiriu i Setúbal. Lisabon je najzapadniji veliki i glavni grad u Europi. Smješten je na zapadu Pirinejskog poluotoka na Atlantskom oceanu i ušću rijeke Tejo.
Kao istaknuto središte financija, trgovine, medija, industrije zabave, umjetnosti, međunarodnog prometa, obrazovanja i turizma, Lisabon se smatra "Alfa gradom". Jedan je od najvećih ekonomskih centara na kontinentu, s rastućim financijskim središtem i drugom najvećom kontejnerskom lukom na europskoj atlantskoj obali, međunarodnom zračnom lukom s prometom 13 milijuna putnika godišnje, mrežom autocesta, čvorištem željeznica velikih brzina (Alfa Pendular) koja povezuje veće gradove u Portugalu te će od 2013. biti povezana sa španjolskom željeznicom velikih brzina. Lisabon je prema časopisu Monocle 25. najugodniji grad za život u svijetu, i šesti najposjećeniji grad u južnoj Europi nakon Rima, Barcelone, Madrida, Atene i Milana s oko dva milijuna turista godišnje. Lisabonska regija najbogatija je regija u Portugalu, s BDP PPP od 26 100 eura per capita (4,7% više u odnosu na GDP PPP per capita Europske unije). Također, lisabonsko metropolitansko područje deseto je najbogatije u Europi prema BDP-u s 98 milijardi eura ili 34 850 po glavi stanovnika, što je 40 % više u odnosu na prosjek BDP-a po glavi stanovnika Europske unije. Grad zauzima 32. mjesto među gradovima s najvećom bruto zaradom u svijetu. Većina sjedišta multinacionalnih tvrtki u zemlji smještena su u zoni Lisabona koji je na devetom mjestu u svijetu po broju održavanja međunarodnih konferencija. Osim toga, grad je i političko središte zemlje, sjedište vlade i šefa države, također i središte okruga Lisabona i Lisabonske regije.
U Lisabonu svoja sjedišta imaju dvije agencije Europske unije, Europski centar za praćenje droga i ovisnosti o drogama (EMCDDA) i Europska agencija za pomorsku sigurnost (EMSA). Zajednica država portugalskog govornog područja (CPLP) također ima svoje sjedište u Lisabonu.
U gradu se nalaze dva mjesta uvrštena na popis Svjetske baštine UNESCO-a: Belémski toranj (Torre de Belém) i Jeronimitski samostan (Mosteiro dos Jerónimos). 1994. bio je Europski glavni grad kulture, dok je 1998. bio domaćin svjetske izložbe (Expo '98).

## Povijest

### Od neolitika do Rimskog imperija
Lisabon je jedan od najstarijih gradova na svijetu. Tijekom neolitika, regiju su nastanjivali iberski narodi, koji su u to doba živjeli također i u drugim regijama atlantske Europe. Gradili su religiozne spomenike zvane megaliti, te u okolici grada još stoje dolmeni i menhiri.
Indoeuropski Kelti naselili su se u području nakon 1. tisućljeća pr. Kr., pomiješali s preindoeuropskim narodima i razvili u lokalna keltska plemena, kao Cempsi.
Osnovali su ga Feničani kao utvrdu, te arheološki nalazi ukazuju da je od 1200. pr. Kr. na tom području bilo feničkih utjecaja. Neki povjesničari smatraju da je fenički trgovački centar zauzimao središte današnjeg grada, na južnom obronku brda utvrde. Izvanredna prirodna luka na estuariju rijeke Tejo bila je idealna za naselje koje će prehrambenim proizvodima opskbljivati feničke brodove na putu za Otočje Scilly i Cornwall.
Novi grad navodno se zvao Allis Ubbo, na feničkom "sigurna luka", u skladu s jednom od mnogo teorija o porijeklu naziva grada.
Osim radi plovidbe na sjever, Feničani su mogli koristiti prednosti naselja na ušću najveće iberijske rijeke za trgovinu vrijednim metalima s plemenima u unutrašnjosti. Ostali značajni lokalni proizvodi bili su sol, slana riba i luzitanski konji, cijenjeni u antičko doba.
U novije vrijeme, fenički ostaci iz 8. stoljeća pr. Kr. pronađeni su ispod srednjovjekovne Sé de Lisboa (Lisabonsko more), glavne katedrale modernog grada. Ipak, većina suvremenih povjesničara smatraju da mogućnost feničanskog osnivanja grada nije realna, te umjesto toga smatraju da je Lisabon bio drevna autohtona naseobina (koju su Rimljani nazivali opidum) s trgovačkim vezama s Feničanima, što objašnjava prisutnost feničkog posuđa i drugih predmeta.
Na Latinskom, geograf Pomponije Mela, rodom iz Hispanije, zapisao je ime grada kao Ulyssippo. Kasnije je Pliniju Starijem bio poznat kao "Olisippo", i Grcima kao Olissipo (Ολισσιπο) i Olissipona (Ολισσιπόνα). U skladu s tradicijom, ime potječe od Odiseja. U nekim verzijama mita, antički je heroj osnovao grad nakon što je napustio Troju i uputio se prema Atlantiku.
Ako su se sva Odisejeva putovanja odvijala na Atlantiku, kao što je to tvrdio Théophile Cailleux, tada bi to moglo značiti da je grad osnovao dolazeći sa sjevera, prije pokušaja oplova rta Malea (prema Cailleuxu Cabo de São Vicente) u smjeru jugoistoka prema svom rodnom gradu Itaki, navodno današnjem Cádizu. Međutim, prisutnost Feničana (iako povremena) smatra se ranijom od bilo kakve grčke prisutnosti u području.
Kasnije, grčki naziv iskvaren je vulgarnim latinskim u Olissipona. Neka od lokalnih božanstava obožavana u Lisabonu bila su Aracus, Carneus, Bandiarbariaicus i Coniumbricenses.

### Rimsko carstvo do maurskog osvajanja
Tijekom punskih ratova, poslije poraza Hanibala, Rimljani su odlučili Kartagi oduzeti jedan od najvrijednijih posjeda, Hispaniju. Nakon pobjede Scipiona Starijeg nad Kartažanima u istočnoj Hispaniji, pacifikaciju zapada proveo je konzul Decim Junije Brut Kalaik. On je dogovorio savez s Olissipom, koji je poslao vojsku da se uz rimske legije bori protiv Keltskih plemena na sjeverozapadu. Zauzvrat, Olissipo je bio uključen u imperij u novoosnovanu privinciju Luzitaniju (kojoj je glavni grad bio Emerita Augusta, današnja Mérida u Španjolskoj) pod nazivom Felicitas Julia (Municipium Cives Romanorum), sa samoupravom na području do 50 km udaljenosti od grada, izuzet od poreza i priviliegijom rimskog građanstva za stanovnike. Napadi Luzitanaca tijekom čestih pobuna idućih stoljeća oslabili su grad te su izgrađene zidine.
Početkom rimskog perioda, Sertorije Kvint u Hispaniji je podigao veliku pobunu protiv diktatora Sule. Za vrijeme Augusta, Rimljani su izgradili veliko kazalište, terme (ispod današnje Rua da Prata), hramove Jupitera, Dijane, Kibele, Tetije i Idae Phrygiae (rijedak kult iz Male Azije), hramove posvećene caru, veliku nekropolu ispod Praça da Figueira; veliki forum i druge građevine kao insule (višekatne stambene zgrade) u zoni između suvremenog brda utvrde i centra. Mnoge od tih ruševina otkrivene su sredinom 18. stoljeća, kada je otkriće Pompeja potaklo istraživanje rimskih arheoloških nalazišta.
Gradom je upravljao oligarhijski savjet kojim su dominirale dvije obitelji, Juliji i Kasiji. Ekonomski jak, Olissipo je bio poznat po garumu, vrsti ribljeg umaka visoko cijenjenog od elite u Rimskom Carstvu i izvoženom amforama u Rim i druge gradove. Vino, sol, i čuveni brzi konji također su bili cijenjeni proizvodi. Širokom cestom, bio je povezan s ostala dva velika grada zapadne Hispanije, Bracarom Augustom  (današnja Braga u Portugalu) i glavnim gradom Luzitanije Emeritom Augustom. Grad je postao vrlo uspješan suzbijanjem piratstva i tehnološkim napretkom, što je omogućilo nagli razvoj trgovine s novim rimskim provincijama Britanije (posebno Cornwallom) i Rajne uvođenjem rimske kulture plemenima na rijeci Tejo u unutrašnjosti Hispanije. U gradu je živjela i veća grčka manjina trgovaca i robova.
Olissipo, kao većina velikih gradova zapadnog carstva, bio je središte širenja kršćanstva. Prvi potvrđeni biskup bio je Sv. Potamius (cca. 356.), te je iz tog doba poznato nekoliko mučenika ubijenih za vrijeme progona kršćana, među kojima su najpoznatiji Maxima, Verissimus i Julia.
Pri kraju rimske vladavine, Olissipo je bio jedan od prvih kršćanskih gradova. Trpio je najezde sarmatskih Alana i germanskih Vandala, koji su regiju kontrolirali od 409. do 429. Germanski Svevi, koji su osnovali kraljevstvo u Gallaeciji (današnja Galicija u Španjolskoj) s glavnim gradom u Bragi od 409. do 585., također su duže vrijeme kontrolirali Lisabonsku regiju. 585., kraljevstvo Sveva priključeno je germanskom vizigotskom kraljevstvu Toleda, koje je obuhvaćalo cijeli Pirinejski poluotok. Lisabon se tada zvao Ulishbona.

### Maurska vladavina
Dne 6. kolovoza 711. Lisabon su osvojili Mauri (grad se na arapskom zvao al-ʾIšbūnah, الأشبونة), pod čijom je vladavinom procvao. Mauri, Muslimani iz sjeverne Afrike i srednjeg istoka, izgradili su mnoge džamije,  zgrade i nove gradske zidine, danas poznate kao Cerca Moura. Grad je zadržao raznoliko stanovništvo, uključujući Kršćane, Berbere, Arape, Židove i Sakalibe.
Arapski je bio službeni jezik, dok je mozarapski bio materinski jezik većine kršćanskog stanovništva. Islam je bio službena religija Arapa i Mulada. Kršćani su mogli zadržati svoju religiju, ali pod Dhimmi statusom i plaćanjem džizije ako se to zahtijevalo (zauzvrat,  Kršćani i Židovi nisu morali stupati u islamsku vojsku, dok je njihovu sigurnost jamčila islamska država).
Maurski utjecaj još je vidljiv u Alfami, starom dijelu Lisabona koji je preživio potres 1755. Mnogi toponimi porijeklo vuku iz arapskog; Alfama naprimjer, izvedeno je od arapskog "al-hamma".
Nakratko tijekom perioda Taifa, Lisabon je bio glavni grad u Regulo Eslavo Taife Badajoza, i potom nezavisna Taifa kojom su vladali Abd al-Aziz ibn Sabur i Abd al-Malik ibn Sabur, sinovi Sabura al-Jatiba, Slavena koji je ranije bio u službi Al-Hakama II.
1147., u sklopu rekonkviste, vitezovi Križari predvođeni Alfonsom I., opkolili su i osvojili Lisabon. Grad, tada s oko 154 000 stanovnika vratio se pod kršćansku vlast. Rekonkvista i ponovno uspostavljanje kršćanstva jedan je od najznačajnijih događaja u povijesti Lisabona, premda je kroz ljetopis Expugnatione Lyxbonensi, pripisan Osburnusu, poznato da su križari ubili jednog biskupa u gradu, i da se napadnuto kugom, stanovništvo molilo Djevici Mariji, što ukazuje da je Mozarapsko stanovništvo prakticiralo mozarapski obred. Arapski jezik izgubio je značaj u svakodnevnom životu. Sve preostalo muslimansko stanovništvo na silu je preobraćeno na Katolicizam ili prognano, dok su džamije pretvorene u crkve.

### Od srednjeg vijeka do portugalskog imperija
Prvi foral (kraljevska povelja, dokument o osnivanju lokalne vlasti), Lisabonu je dodijeljen 1179. Povremeni pljačkaški pohodi slani su iz Al-Andalusa u pustošenje kršćanskih pirinejskih kraljevstava. U pohodu na Lisabon 1189., almohadski kalif Yaqub al-Mansur zarobio je 
3000 žena i djece. Radi svoje središnje pozicije u novom portugalskom teritoriju, Lisabon je postao 1255. glavni grad portugala, i od tada glavno političko, ekonomsko i kulturno središte zemlje. Ipak, za razliku od većine glavnih gradova, status Lisabona kao prijestolnice nije nikada službeno dodijeljen ili potvrđen statutom ili u pisanom obliku. Položaj glavnog grada formiran je ustavnom konvencijom, što status de facto glavnog grada čini dijelom portugalskog ustava.
Prvi portugalski univerzitet, osnovao je 1290. u Lisabonu kralj Dinis I. kao Estudo Geral (opći studij). Sveučilište je nekoliko puta seljeno u Coimbru, gdje je definitivno premješteno u 16. stoljeću (današnje Sveučilište Coimbra).
Tijekom posljednjih stoljeća srednjeg vijeka, grad se znatno proširio i postao značajno trgovačko središte sa sjevernom Europom i gradovima na sredozemlju.
Većina portugalskih ekspedicija u doba velikih otkrića, krenule su iz Lisabona u periodu od 15. do 17. stoljeća, uključujući i put Vasca da Game u 
Indiju 1497. 1506., tisuće "novih kršćana" (preobraćeni Sefardi) masakrirano je u Lisabonu. 16. stoljeće bilo je zlatno doba za Lisabon. Grad je postao europsko središte trgovine s Afrikom, Indijom, dalekim istokom i kasnije Brazilom, iskorištavajući bogatstva kao mirodije, roblje, šećer, tekstil i drugo. To je bilo doba kićenog Manuelinskog stila, koji je obilježio dva značajna spomenika it 16. stoljeća: Toranj Belém i Samostan Hijeronimita, oba uvrštena na popis mjesta svjetske baštine UNESCO-a. Opis Lisabona iz 16. stoljeća, objavljen 1554., napisao je Damião de Góis.
Nakon dinastičke krize, Portugal je 1580. izgubio svoju nezavisnost u korist Španjolske, te se pobuna 1640. kojom je zbačen Filip III. i obnovljena portugalska samostalnost, odigrala u Lisabonu. Početkom 18. stoljeća, zlato iz Brazila omogućilo je kralju Ivanu V. financiranje gradnje nekoliko baroknih crkava i kazališta u gradu.

### Potres 1755.
Prije 18. stoljeća, Lisabon je pogodilo nekoliko većih potresa - osam u 14. stoljeću, pet u 16. stoljeću (uključujući i potrese 1531. koji je uništio 1500 kuća i 1597. kada su nestale tri ulice), i tri u 1. stoljeću. 1. studenog 1755., grad je uništen u još jednom potresu, s procijenjenim brojem žrtava između 30 000 i 40 000 u samom Lisabonu 
i 85% razrušenog grada. S procijenjenim stanovništvom od 200 000 do 275 000, Lisabon je 1755. bio jedan od najvećih gradova Europe. Između ostaloga, u potresu su uništene Kraljevska palača Ribeira i bolnica Hospital Real de Todos os Santos. Događaj je šokirao cijelu Europu. Voltaire je ubrzo nakon potresa napisao dugačku poemu, "Poême sur le désastre de Lisbonne", koju spominje u svom romanu Candide iz 1759. (mnogi smatraju da je njegova kritika optimizma bila nadahnuta potresom u Lisabonu). Oliver Wendell Holmes, Sr. također spominje potres u svojoj poemi iz 1857. The Deacon's Masterpiece, or The Wonderful One-Hoss Shay. U gradu Cascais, oko 30 km zapadno od Lisabona, valovi su uništili nekoliko čamaca, i nakon što se val povukao, na suhom su ostali veći dijelovi morskog dna. U obalnim područjima kao Peniche, oko 80 km sjeverno od Lisabona, cunami je izazvao velike štete. U Setúbalu, 30 km južno od Lisabona, voda je dosegla prvi kat zgrada. Velikog razaranja bilo je i u Algarveu u južnom Portugalu, gdje je cunami razrušio neka od obalnih utvrđenja i u nižim predjelima srušio kuće. U nekim predjelima valovi su bili viši od 30 m. Skoro sva obalna naselja Algarvea bila su teško oštećena, osim grada Faro, kojeg su zaštitili pješčani nasipi. u Lagosu, valovi su dosegli vrh gradskih zidina. 
Za mnoge portugalske obalne predjele, razorni efekt cunamija bili su znatno veća katastrofa od samog potresa. U jugozapadnoj Španjolskoj, tsunami je oštetio gradove Cadiz i Huelvu, te su valovi prodrijeli u rijeku Guadalquivir i dosegli Sevillu. U Gibraltaru, more je iznenada poraslo za oko 2 metra. U Ceuti cunami također je bio snažan ali u Sredozemnom moru brzo se povukao. S druge strane, prouzročio je velike štete i žrtve na zapadnoj obali Maroka, od Tangera, gdje su valovi dosegli gradska utvrđenja, do Agadira, gdje je voda prekoračila zidine i prouzročila mnogo žrtava.
Nakon potresa 1755., Lisabon je ponovno izgrađen u skladu s prosvijećenim arhitektonskim i urbanističkim zamislima premijera Sebastiãoa Joséa de Carvalhoa e Meloa, 1. markiza od Pombala; te se radi toga donji grad naziva Baixa Pombalina (Pombalinski centar). Umjesto obnove srednjovjekovnog grada, Pombal je odlučio srušiti ostatke nakon potresa i izgraditi središte grada u skladu s modernim urbanističkim pravilima prema kojima su, uz ravnocrtne široke aleje, podignute skladne palače.

### 19. stoljeće
Prvih godina 19. stoljeća, Portugal su osvojile trupe Napoléona Bonapartea, te kraljica Marija I. i princ-regent João (budući Ivan VI.) privremeno bježe u Brazil. Francusko-španjolski osvajači prisvojili su znatnu imovinu. Grad je osjetio svu snagu Portugalskih liberalnih previranja, započevši tradiciju caféa i kazališta. 1879., otvorena je Avenida da Liberdade, na lokaciji ranijeg javnog parka.

### 20. stoljeće
U Lisabonu je 1908. ubijen kralj Karlo I., te se dvije godine kasnije odigrao i republikanski udar koji je uspostavio Portugalsku republiku.  
Nakon stoljeća neaktivnosti, u gradu je 1911. ponovo osnovano sveučilište, kojemu su priključeni reformirani bivši koledži i druga visoke škole u gradu (kao Escola Politécnica – danas Faculdade de Ciências). Danas u Lisabonu djeluju tri javna univerziteta (Lisabonsko sveučilište, Tehnički univerzitet u Lisabonu, i Novo sveučilište u Lisabonu), javni univerzitetski institut (ISCTE – Instituto Superior de Ciências do Trabalho e da Empresa) i tehnički institut (IPL – Instituto Politécnico de Lisboa).
Tijekom drugog svjetskog rata, Lisabon je bio jedna od rijetkih neutralnih i otvorenih europskih atlantskih luka, glavni prolaz za izbjeglice na putu za Sjedinjene Države i mjesto okupljanja međunarodnih špijuna. Više od 100 000 ljudi, izbjeglo je iz Nacističke Njemačke preko Lisabona. 1974., Lisabon je bio glavno poprište revolucije karanfila, koja je označila kraj portugalskog korporativnog režima Estado Novo.
1988., požar u povijesnom središtu Chiado, za idućih je deset godina uvelike poremetio normalni život u zoni. 1994., Lisabon je bio europski glavni grad kulture. Svjetska izložba Expo '98 održana je u Lisabonu na 500. objetnicu puta Vasca da Game u Indiju.

### Suvremena zbivanja
Lisabonska strategija, bila je dogovor Europske unije o mjerama revitalizacije europske ekonomije, potpisana u Lisabonu ožujka 2000. Listopada 2007., u gradu je održan godišnji sastanak Europskog vijeća, na kojem je postignut dogovor o novom modelu upravljanja unijom. Proizašli Lisabonski ugovor potpisan je 13. prosinca, 2007., dok je na snagu stupio 1. prosinca, 2009. Svjetski dan mladih 2023. održao se u Lisabonu od 1. do 6. kolovoza i na njemu je bilo 1,5 milijuna hodočasnika zajedno s papom Franjom.

## Zemljopis

### Topografija
Lisabon, glavni grad Portugalske Republike, nalazi se na ušću rijeke Tejo, kao najzapadniji glavni grad kontinentalne Europe.
Grad se prostire na području od 84,8 km², te su granice gradskog područja, za razliku od većine velikih gradova, usko definirane povijesnim središtem. Ostatak urbaniziranog područja, koje se općenito smatra Lisabonom, u stvarnosti je nekoliko administrativno određenih gradova, kao Amadora, Queluz, Agualva-Cacém, Odivelas, Loures,
Sacavém, Almada, Barreiro, Seixal i  Oeiras, koji zajedno čine širu administrativnu jedinicu, dio Lisabonske metropolitaske zone.
Najzapadniji dio Lisabona zauzet je velikim parkom Parque Florestal de Monsanto. Obuhvaća 10 km² ili 10 % Lisabonske općine, te se smatra jednim od najvećih u Europi.

### Klima
Lisabon uživa suptropsko-mediteransku klimu (Köppenova klasifikacija klime Csa) s blagim zimama i toplim ili vrućim ljetima. Među svim europskim metropolama, ima najtoplije zime, s prosječnim dnevnim temperaturama iznad 15,2 °C i noćnim 8,9 °C od prosinca do veljače. Ljetna sezona uobičajeno traje oko šest mjeseci, od svibnja do listopada, premda su i u studenome, ožujku i travnju temperature ponekad iznad 20 °C. Prosječna godišnja temperatura je 17 °C: 21 °C dnevna i 13 °C noćna. Prosječna godišnja temperatura mora je 17.5 °C. Najhladnijeg mjeseca, siječnja, temperatura se uobičajeno kreće od dnevnih 8 - 17 °C, do noćnih 4 - 12 °C, dok je prosječna temperatura mora 15 °C. Najtoplijeg mjeseca, kolovoza, temperatura se uobičajeno kreće od dnevnih 26 - 32 °C (ponekad ima i viših temperatura), do noćnih 18 °C, s prosječnom temperaturom mora od 20 °C. Broj sati dnevnog svjetla varira od 10 sati u prosincu do 15 sati u lipnju u srpnju, što je jedan od naoptimalnijih omjera u Europi. Sunčanih sati godišnje je oko 2800, od prosječnih 4,6 sati dnevno u prosincu do 11,4 sati dnevno u srpnju. Uobičajena ljetna sezona traje oko 6 mjeseci, od svibnja do listopada, s prosječnom temperaturom od 25 °C tijekom dana i 16,2 °C po noći. Tri su mjeseca, studeni, ožujak i travanj, prelazni mjeseci, s temperaturama koje povremeno prelaze 20 °C, i prosječnim temperaturama od dnevnih 18,5 °C i noćnih 11,2 °C. Prosinac, siječanj i veljača najhladniji su mjeseci, s prosječnim dnevnim temperaturama od 15,2 °C i noćnim od 8,9 °C. Kišne padaline uglavnom se ograničavaju na zimu, s najčešće suhim ljetima.
| Klimatološki srednjaci za Lisabon | Klimatološki srednjaci za Lisabon | Klimatološki srednjaci za Lisabon | Klimatološki srednjaci za Lisabon | Klimatološki srednjaci za Lisabon | Klimatološki srednjaci za Lisabon | Klimatološki srednjaci za Lisabon | Klimatološki srednjaci za Lisabon | Klimatološki srednjaci za Lisabon | Klimatološki srednjaci za Lisabon | Klimatološki srednjaci za Lisabon | Klimatološki srednjaci za Lisabon | Klimatološki srednjaci za Lisabon | Klimatološki srednjaci za Lisabon |
| mjesec                            | sij                               | velj                              | ožu                               | tra                               | svi                               | lip                               | srp                               | kol                               | ruj                               | lis                               | stu                               | pro                               | godina                            |
| --------------------------------- | --------------------------------- | --------------------------------- | --------------------------------- | --------------------------------- | --------------------------------- | --------------------------------- | --------------------------------- | --------------------------------- | --------------------------------- | --------------------------------- | --------------------------------- | --------------------------------- | --------------------------------- |
| srednji maksimum, °C              | 14,5                              | 15,9                              | 18,2                              | 19,2                              | 21,4                              | 24,8                              | 27,5                              | 27,8                              | 26,2                              | 22,1                              | 18,0                              | 15,2                              | 20,9                              |
| srednja dnevna temperatura, °C    | 11,3                              | 12,6                              | 14,3                              | 15,4                              | 17,4                              | 20,4                              | 22,7                              | 23,0                              | 21,8                              | 18,4                              | 14,8                              | 12,4                              | 17,0                              |
| srednji minimum, °C               | 8,1                               | 9,2                               | 10,4                              | 11,5                              | 13,3                              | 15,9                              | 17,9                              | 18,1                              | 17,3                              | 14,6                              | 11,5                              | 9,5                               | 13,1                              |
| oborine, mm                       | 96,8                              | 90,2                              | 51,2                              | 64,7                              | 55,6                              | 17,2                              | 6,1                               | 6,8                               | 28,5                              | 79,8                              | 107,1                             | 121,8                             | 725,8                             |
| Izvor: Instituto de Meteorologia  |                                   |                                   |                                   |                                   |                                   |                                   |                                   |                                   |                                   |                                   |                                   |                                   |                                   |

## Gradski pejzaž

### Arhitektura
Lisabon je bogat arhitektonskim spomenicima; romaničkim, gotičkim, manuelinskim, baroknim, tradicionalnim portugalskim, modernističkim i postmodernim građevinama. Ističu se i veliki bulevari ukrašeni spomenicima, posebno u gornjim četvrtima; kao Avenida da Liberdade, Avenida Fontes Pereira de Melo, Avenida Almirante Reis i Avenida da República.

### Četvrti

#### Alcântara
Premda je danas blizu središta grada, Alcântara je nekad bila samo predgrađe s farmama i palačama. U 16. stoljeću, tu je bio potok kojeg su plemenitaši koristili za izlete čamcima. Pri kraju 19, stoljeća, Alcântara postaje industrijska zona, s mnogo malih tvornica i skladište. Tijekom stoljeća, Alcântara je izgubila sav svoj šarm, većinu starih zgrada i potok.
Početkom 1990-ih, kvart postaje središte pubova i diskoteka, većinom iz razloga što je to trgovačka zona gdje noćna buka ne smeta stanovnicima. Danas, radi svoje središnje pozicije i izvrsnog pogleda na rijeku, u nekim se dijelovima tog područja skladišta preuređuju u stanove (loft) ili se grade nove stambene zgrade.

#### Alfama
Alfama je najstarija četvrt u Lisabonu, na obronku brda između tvrđave São Jorge i rijeke Tejo. Gornji grad, sa spletom uličica i slikovitim ozračjem, ne krije svoje arapsko podrijetlo; visinska razlika između pojedinih gradskih četvrti riješena je strmim ulicama, dizalima, uspinjačama i tramvajima koji voze strminama od kojih zastaje dah. Ime vuče porijeklo od arapskog Al-hamma - fontane ili kupališta. Sadrži mnoge značajne povijesne atrakcije, s mnogim Fado barovima i restoranima. U doba maurske dominacije, Alfama je obuhvaćala cijeli grad, koji se kasnije proširio na zapad (četvrt Baixa). U Alfamu kasnije su se naseljavali ribari i siromasi, te do danas ostaje siromašnom četvrti grada. Veliki potres 1755. nije razrušio Alfamu, koja je ostala slikovit labirint uskih uličica i malih trgova. U novije vrijeme četvrt je uljepšana obnovom starih kuća i otvaranjem novih restorana gdje se može uživati u Fadu, tradicionalnoj portugalskoj melankoličnoj glazbi. Osim utvrde São Jorge i Lisabonske katedrale, četvrt još uključuje samostan São Vicente de Fora, crkvu Santo António, vidikovac Santa Luzia Belvedere i ulicu Largo das Portas ao Sol.

#### Bairro Alto
Bairro Alto (gornja četvrt) područje je središnjeg Lisabona, stambeni i trgovački kvart, središte noćnog života i okupljalište mladih. Lisabonska Punk, Gej, Metal, Goth, hip-hop i Reggae scena baziraju u Bairro Alto, s više klubova i barova posvećenih svakoj od njih. Fado, portugalska nacionalna glazba, još uvijek ima svoje mjesto u lisabonskom noćnom životu, s domaćom i stranom publikom.

#### Baixa
Središte grada je četvrt Baixa ili Baixa Pombalina (donji grad, centar grada). Elegantna četvrt većinom izgrađena nakon potresa 1755. Naziv Pombalina porijeklo vuče od Sebastiãoa Joséa de Carvalha e Mela, 1. markiza od Pombala, premijera portugala od 1750. do 1777., ključne figure prosvjetiteljstva u Portugalu, koji je predvodio obnovu nakon potresa 1755. Markiz od Pombala nametnuo je striktna pravila ponovnoj izgradnji grada, te se aktualni raspored ulica znatno razlikuje od rasporeda koji je karakteriziro četvrt prije potresa.
Baixa Pombalina jedan je od prvih primjera izgradnje otporne na potres. Arhitektonski modeli ispitani su marširanjem trupa kao simulacijom potresa. Istaknute značajke Pombalinskih građevina uključuju i "Pombalinski kavez", simetrični drveni okvir za raspršivanje snage potresa, međukatne zidove, građene više od krovnih greda radi suzbijanja mogućnosti požara.
Uključena je na "pristupnu listu" moguće Svjetske baštine 7. prosinca, 2004. Druge su istaknute znamenitosti u zoni: Praça do Comércio (trgovački trg) i trg Rossio, najstariji i povijesno najznačajniji trgovi u Lisabonu, crkva Nossa Senhora da Conceição Velha s predivnom Manuelinskom fasadom, crkva São Domingos, trg Restauradores i Dizalo Santa Justa, dizalo izgrađeno oko godine 1900. u neogotičkom stilu, koje povezuje Baixu i Chiado.

#### Belém
Santa Maria de Belém, ili jednostavnije Belém (ˈsɐ̃tɐ mɐˈɾiɐ dɨ bɨˈlɐ̃ȷ̃) je župa u Lisbonu, locirana oko 6 km zapadno od aktualnog središta grada i 2 km zapadno od mosta 25. travnja. Naziv Belém izvedenica je portugalskog naziva za Betlehem.
Belém je poznat kao lokacija s koje su mnogi Portugalski istraživači krenuli na svoja istraživačka putovanja, među kojima se posebno ističe put Vasca da Game u Indiju 1497. Također, bivše kraljevske palače Palácio Nacional de Belém iz 17. – 18. stoljeća, i Palácio Nacional da Ajuda započet 1802. ali nikada dovršen, danas su rezidencija predsjednika Portugala i muzej. Najpoznatija je znamenitost Beléma toranj Torre de Belém, kojega turistička promocija Lisabona često ističe kao glavnu atrakciju grada. Izgrađen je pri kraju vladavine kralja Manuela I. (1515. – 1520.) na malom otoku na rijeci Tejo kao utvrđeni svjetionik na ulazu u luku i radi odbrane Jeronimitskog samostana (Mosteiro dos Jerónimos), druge velike znamenitosti Beléma.
Pedesetgodišnja izgradnja samostana, primjera Manuelinske arhitekture, započeta je 1502. prema uputama kralja Manuela I., kao spomenik uspješnom putu Vasca da Game u Indiju (koji je u samostanu i pokopan), te je financirana porezom na istočne mirodije. U krilima samostana smješteni su Nacionalni arheološki muzej (Museu Nacional de Arqueologia) i Pomorski muzej (Museu da Marinha).
Također, u Belému se ističe i moderni spomenik Padrão dos Descobrimentos (spomenik otkrićima). 52 metarski betonski monolit podignut je 1960. povodom 500. godišnjice smrti Henrika Moreplovca, te su na stiliziranom pramcu broda istaknute statue mnogih istraživača i samog Henrika Morepolovca. Na površini trga uz spomenik, prikazane su rute raznih portugalskih istraživača. Središte Beléma je Praça do Império: park s velikom središnjom fontanom izgrađen 1940. Zapadno od parka smješten je moderni Kulturni centar Belém (Centro Cultural de Belém), izgrađen povodom portugalskog predsjedanja Europskom unijom 1992., koji između ostaloga sadrži i Muzej dizajna (Museu do Design). Drugi veći trg u Belému, Praça Afonso de Albuquerque, nalazi se oko 500 m istočno. Više muzeja u Belému osnovao je Salazar povodom izložbe Belém Expo 1940., između ostalih i Museu do Centro Científico e Cultural de Macau (Kulturni centar Macau) i Museu de Arte Popular (Muzej narodne umjetnosti). Iz Beléma je i poznati sportski klub Belenenses.
U Rua de Belém, glavnoj ulici u četvrti, nalazi se 160 godina stara slastičarnica u kojoj se može nabaviti poznati kolač pastel de Belém (množina pastéis de Belém), lisnato tijesto ispunjeno kremom.

#### Chiado
Chiado je tradicionalna trgovačka četvrt s nizom starih i novih trgovačkih objekata, koncentriranih u ulicama Carmo i Garrett. Najpoznatija kavana u Chiadu je A Brasileira, čuvena i kao mjesto gdje je zalazio pjesnik Fernando Pessoa. Chiado je također i značajna kulturna četvrt, s više muzeja i kazališta. Nekoliko zgrada uništeno je u požaru 1988., događaju koji je duboko pogodio zemlju. Desetgodišnjim projektom obnove, pod koordinacijom arhitekta Álvara Siza Vieire, pogođena zona danas je potpuno obnovljena. U blizini se nalazi i bogato ukrašena crkva São Roque.

#### Estrela
Estrela je četvrt u zapadnom Lisabonu, s glavnom atrakcijom barokno-neoklasičnom Basílica da Estrela. Golema crkva s velikom kupolom smještena je na brdu s pogledom na grad. Izgrađena je u stilu nalik na Palácio Nacional de Mafra. Palača São Bento u kojoj je sjedište portuglaskog parlamenta, također se nalazi u ovoj četvrti.

#### Parque das Nações
Parque das Nações najnovija je lisabonska četvrt, izrasla kroz program urbanističke obnove povodom svjetske izložbe Expo '98. Sadašnji naziv usvojen je nakon izložbe, te je četvrt doživjela znatne promjene izgradnjom trgovačkog centra, sajmskog kompleksa, nekoliko hotela,  mnogih ureda i stanova i moderne luke s 600 vezova. Također, radi blizine estuarija Teja, Parque das Nações izvrsno je mjesto za promatranje ptica. Jedna je od glavnih atrakcija četvrti Gare do Oriente, prometno čvorište za željeznicu, metro, autobuse i taxije. Izgrađena prema projektu čuvenog Santiaga Calatrave, Gare do Oriente spektakularna je građevina nadahnuta gotičkom arhitekturom.

### Znamenitosti
Među brojnim znamenitostima vrijedi istaknuti tvrđavu Castelo de São Jorge, koja se na visini od 110 m uzdiže nad centrom grada. Na istom je mjestu postojala utvrda još u doba Rimljana, kasnije je pregrađuju i koriste Mauri, a od 1300. godine pa do 1511. bila je i sjedište portugalskih kraljeva. Tvrđava je pretrpjela velika oštećenja u potresu 1755. godine, te je restaurirana tek u vrijeme Salazarove vladavine (1938. – 1940.).
Posebno je zanimljiva stara maurska četvrt Alfama s romaničko-gotičkom katedralom Sé Patriarcal iz 12. stoljeća, kasnorenesansnom crkvom Igreja de São Vicente de Fora i Panteonom. 
Lisabon je posebno prepoznatljiv po azulejos - ukrasnim pocakljenim pločicama kojima su prekrivene fasade čitavih zgrada i ulica.
U donjem dijelu grada, reprezentativni su trgovi kao Praça do Comércio u njegovu južnom dijelu i Praça de Dom Pedro IV poznata i kao Rossio s monumentalnom zgradom Nacionalnog teatra (1842. – 1846.) i obližnjim kolodvorom Rossio, gdje se smjestio poslovni i bankarski centar grada. U neposrednom se susjedstvu nalazi i slikovita četvrt Chiado. 
Ipak, zaštitni je znak Lisabona Elevador de Santa Justa, gradsko dizalo u obliku tornja, izgrađeno prema projektu Raoula Mesniera du Ponsarda koje spaja Donji grad (Baixa) s Gornjim gradom poznatijim kao Bairro Alto - boemskom četvrti prepunom restorana, kavana, galerija i trgovina. U tom dijelu grada posebno je zanimljiva crkva São Roque s kapelom sv. Ivana Krstitelja (Capela de São João Baptista).
Spomenik Isusu Kristu Cristo-Rei (Krist kralj) stoji na lijevoj strani rijeke u Almadi. Raširenih ruku, s pogledom na cijeli grad, podsjeća na Kip Krista Iskupitelja na Corcovadu u Rio de Janeiru. Izgrađen je nakon drugog svjetskog rata kao znak zahvalnosti Portugala što je bio pošteđen ratnih razaranja.
Parque Eduardo VII, drugi je najveći park u gradu nakon Parque Florestal de Monsanto, na produžetku glavne avenije Avenida da Liberdade. Izvorno nazvan Parque da Liberdade, preimenovan je u čast britanskog kralja Edvarda VII. koji je Lisabon posjetio 1903. Park uključuje veliku raznolikost biljaka u zimskom vrtu (Estufa Fria).
Izvan grada nalazi se kraljevska ljetna rezidencija - dvorac Queluz iz 1747. Jedna od znamenitosti Lisabona su i čuveni tramvaji žute boje, za turiste je zanimljiva vožnja linijom br. 28.

## Kultura
Najpoznatiji su muzeji u Lisabonu Nacionalni muzej antičke umjetnosti (Museu Nacional de Arte Antiga), Nacionalni muzej Azuleja - tradicionalnog portugalskog mozaika (Museu Nacional do Azulejo), Muzej Calouste Gulbenkian (Museu Calouste Gulbenkian) s raznim kolekcijama antičke i moderne umjetnosti, Lisabonski oceanarij (Oceanário de Lisboa), drugi najveći oceanarij na svijetu, Nacionalni muzej nošnji i mode (Museu Nacional do Traje e da Moda), Muzej zbirke Berardo (Museu Colecção Berardo) pri Kulturnom centru Belém, Muzej elektriciteta (Museu da Electricidade), Nacionalni muzej kočija (Museu Nacional dos Coches) s najvećom zbirkom kraljevskih kočija u svijetu, Muzej farmaceutike (Museu da Farmácia) i Muzej orijenta (Museu do Oriente).
Lisabonska opera, Teatro Nacional de São Carlos, održava relativno aktivan raspored kulturnih dođađaja, posebno ujesen i zimi. Druga su značajna kazališta i koncertne dvorane Centro Cultural de Belém, Teatro Nacional D. Maria II i  Fundação Calouste Gulbenkian.
Svakog se lipnja uličnim narodnim proslavama pet dana slavi spomen na Svetog Antuna Padovanskog (Santo António), sveca rođenog u Lisabonu. Premda je Lisabonski svetac zaštitnik Vincent od Zaragoze, čiji su ostaci u Lisabonskoj katedrali, ne održavaju se proslave vezane s njim.
U Lisabonu svake se godine održavaju Queer Lisboa - Festival de Cinema Gay e Lésbico de Lisboa, Lisboarte, DocLisboa –
Međunarodni festival dokumentarnog filma, Arte Lisboa – 
sajam moderne umjetnosti, Festival dos Oceanos, Festivais de Órgão - međunarodni festival orgulja, MOTELx – međunarodni festival Horror Filma, Lisbon Village Festival, Festival Internacional de Máscaras e Comediantes, Lisboa Mágica – svjetski festival ulične magije, Monstra – festival animiranog filma, Lisabonski sajam knjiga, Peixe em Lisboa – kulinarski sajam, Feira Internacional do Artesanato - međunarodni sajam rukotvorina, Photo Marathon, IndieLisboa – međunarodni festival nezavisnog filma, Alkantara Festival, Temps d´Images Festival i Jazz in August festival.
U Lisabonu je četiri puta (2004., 2006., 2008., i 2010.) održan Rock in Rio, jedan od najvećih svjetskih pop-rock festivala. Godišnji glazbeni događaji u metropolitanskoj zoni uključuju i festivale Optimus Alive! i Super Bock Super Rock.
U gradu se također održava i Lisabonski arhitektonski trienale (Trienal de Arquitectura de Lisboa), Moda Lisboa,
ExperimentaDesign – bienale dizajna i LuzBoa – bijenale svjetla.

### Fado
Fado, u prijevodu sudbina, glazbeni je žanr koji se prati od 1820-ih, ali vjerojatno ima ranije početke. Smatra se portugalskom nacionalnom glazbom. Karakteriziraju ga tužne melodije i tekstovi, često o moru i životu siromašnih. Usko je vezan uz saudade, teško prevodivu portugalsku riječ koja se uglavnom tumači kao mučna nostalgija ili čežnja. Neki entuzijasti tvrde da je fado mješavina ritmova afričkih robova s tradicionalnom glazbom Portugala, uz arapske utjecaje.
Postoje dvije glavne vrste fada, lisabonski fado i coimbranski fado. Lisabonski stil je popularniji dok je coimbranski profinjeniji. Moderni fado iznimno je popularan u Portugalu i izvode ga mnogi poznati glazbenici.

## Ekonomija
Lisabonska regija, najbogatija regija u Portugalu, daleko iznad EU prosjeka BDP-a po glavi stanovnika, stvara 45 % portugalskog BDP-a. Lisabonska ekonomija uglavnom se temelji na uslugama. Većina sjedišta multinacionalnih kompanija koncentrirano je u podregiji Velikog Lisabona, posebno u Oeirasu. Lisabonska metropolitanska zona vrlo je industrijalizirana, posebno na južnoj obali rijeke Tejo. Stalni ekonomski rast regije, svake godine rezultira većim BDP-om po glavi stanovnika: 22 745 € (2004.), 23 816 € (2005.), 25 200 € (2006.), 26 100 € (2007.).
Kao glavna luka u zemlji, s jednim od najvećih i najsofisticiranijih regionalnih tržišta na Pirinejskom polutoku, Lisabon zajedno sa svojim gusto naseljenim okružjem također se razvija i kao financijski i dinamični tehnološki centar. Grad također raspolaže s najvećim i najrazvijenijim sektorom masovnih medija u Portugalu, sa sjedištima više vodećih televizijskih, radijskih i novinskih kompanija.
Burza Euronext Lisboa, zajedno s burzama u Amsterdamu, Bruxellesu i Parizu, dio je sveeuropskog sustava Euronext, i od 2007. povezan s Njujorškom burzom u multinacionalnoj grupi burza dionica NYSE Euronext.
Industrija obuhvaća uglavnom tradicionalne grane, kao što su brodogradnja, željezare, rafinerije nafte, tekstilna industrija, kemijska industrija, proizvodnja šećera, piva, keramike, lijekova, duhana, ribarstvo i dr.
U planu su mnoge investicije i projekti, uključujući izgradnju novog aerodroma, novi most, 30 km proširenje podzemne željeznice, izgradnja centralne bolnice, izgradnja dvije željezničke linije velike brzine za Madrid, Porto, Vigo i ostatak Europe, obnovu glavnog dijela grada (između Praça do Marquês de Pombal i Praça do Comércio), stvaranje velikog broja biciklističkih staza kao i obnovu i modernizaciju raznih objekata.

## Demografija
Prema Nacionalnom institutu za statistiku (Instituto Nacional de Estatística), uže gradsko područje nastanjuje 564 477 stanovnika, dok u Lisabonskoj metropolitanskoj zoni živi 2 800 000 stanovnika. Metropolitanska zona obuhvaća dvije europske statističke prostorne jedinice druge razine NUTS II: Grande Lisboa (Veliki Lisabon), duž sjeverne obale rijeke Tejo, i Península de Setúbal (poluotok Setúbal) duž južne obale, koje obuhvaća portugalska podregija Região Lisboa (Lisabonska regija). Gustoća stanovništva užeg dijela grada je 6658 stanovnika po kvadratnom kilometru.
Kao većina metropolitanskih gradova, Lisabon je okružen mnogim satelitskim gradovima i predgrađima, te se procijenjuje da iz tih naselja, u Lisabon svakoga dana dolazi više od milijun ljudi. Cascais i Estoril najpoznatiji su po noćnom životu i zabavi. Arhitektonske znamenitosti, prirodne ljepote i povijest karakteriziraju Sintru i Mafru. Druga veća naselja u okolici Lisabona uključuju Amadoru, Oeiras, Odivelas, Loures, Vila Franca de Xira i, na južnoj obali estuarija rijeke Tejo, Almadu, Barreiro i Seixal.
U usporedbi s ostalim portugalskim gradovima, prema godišnjem pregledu životnog standarda tjednika Expresso, Lisabon se smatra najugodnijim za život.
| 1801.   | 1849.   | 1900.   | 1930.   | 1960.   | 1981.   | 1991.   | 2001.   | 2004.   | 2017.   |
| ------- | ------- | ------- | ------- | ------- | ------- | ------- | ------- | ------- | ------- |
| 203 999 | 174 900 | 350 919 | 591 939 | 801 155 | 807 937 | 663 394 | 564 657 | 564 477 | 505 526 |

## Župe
Općina Lisabon uključuje 53 freguesias (župe): Ajuda (bivša Nossa Senhora da Ajuda, Alcântara, Alto do Pina, Alvalade, Ameixoeira (bivša Funchal), Anjos, Beato, Benfica, Campo Grande, Campolide, Carnide, Castelo, Charneca, Coração de Jesus (bivša Camões), Encarnação, Graça, Lapa, Lumiar, Madalena, Mártires, Marvila, Mercês, Nossa Senhora de Fátima, Pena, Penha de França, Prazeres, Sacramento, Santa Catarina, Santa Engrácia (bivša Monte Pedral), Santa Isabel, Santa Justa, Santa Maria de Belém, Olivais (bivša Santa Maria dos Olivais), Santiago, Santo Condestável, Santo Estêvão, Santos-o-Velho, São Cristóvão e São Lourenço (bivša São Lourenço), São Domingos de Benfica, São Francisco Xavier, São João, São João de Brito, São João de Deus, São Jorge de Arroios, São Jose4, São Mamede, São Miguel, São Nicolau, São Paulo (bivša Marquês de Pombal), São Sebastião da Pedreira, São Vicente de Fora (bivša Escolas Gerais), Sé i Socorro.
Lokalno, stanovnici svoje dijelove grada češće nazivaju imenima povijesnih četvrti (bairros), koje nemaju jasno određene granice već ih određuje zajednička povijest i kultura, arhitektonske znamenitosti, životni standard ili lokalne istaknute ličnosti, kao barrios Amoreiras, Bairro Alto, Bica, Alfama, Mouraria, Avenidas Novas, Intendente, Chelas i Lapa.

## Obrazovanje
U gradu djeluje više privatnih i državnih osnovnih i srednjih škola, U Velikom Lisabonu djeluju i međunarodne škole kao Saint Julian's School, Carlucci American International School of Lisbon, Saint Dominic's International School, Deutsche Schule Lissabon, Instituto Español de Lisboa i Lycée Français Charles Lepierre.
Tri su velika državna univerziteta u Lisabnu: Lisabonski univerzitet (Universidade de Lisboa), najstarije sveučilište u Lisabonu, osnovani 1911., zvano također i Klasični lisabonski univerzitet, Tehnički univerzitet (Universidade Técnica de Lisboa), osnovan 1930., i Novi lisabonski univerzitet (Universidade Nova de Lisboa), osnovan 1973., koji pruža stupnjeve svih akademskih disciplina. Osim sveučilišta, u gradu djeluju i univerzitetski institut ISCTE i politehnički institut Instituto Politécnico de Lisboa.
Važnije privatne institicije višeg obrazovanja između ostalih uključuju Portugalski katolički univerzitet ( Universidade Católica Portuguesa), Sveučilište Lusíada (Universidade Lusíada), Luzofonski univerzitet (Universidade Lusófona) i Samostalni lisabonski univerzitet (Universidade Autónoma de Lisboa).
Ukupni broj studenata u Lisabonu za studijsku godinu 2007. – 2008. bio je 125 867, s 81 507 u državnim institucijama.

## Transport
Metro, najznačajniji lisabonski prijevozni sustav, povezuje centar grada s gornjim i istočnim okruzima i predgrađima. Ambiciozni projekt proširenja, mrežu će povećati skoro za trećinu, povezati aerodrom, sjeverne i zapadne okruge. Autobus, uspinjače i tramvaje već više od stoljeća osigurava komunalno transportno poduzeće Companhia de Carris de Ferro de Lisboa (Carris).
Tradicionalno sredstvo javnog prijevoza je tramvaj. Izvorno uvedeni u 19. stoljeću, tramvaji su bili uvezeni iz Sjedinjenih Država i nazivani americanos. Originalni tramvaji još se mogu vidjeti u Museu da Carris (Muzej javnog prijevoza) Osim na suvremenoj liniji 15, lisabonski tramvajski sustav još uvijek koristi mala vozila s početka 20. stoljeća, karakteristične žute tramvaje koji su jedna od turističkih atrakcija modernog Lisabona, svojim dimenzijama izvrsno prilagođenima strmim usponima i uskim ulicama starog dijela grada.
Među ostalim autobusnim prijevoznicima, najznačajniji su Vimeca, Rodoviaria de Lisboa, Transportes Sul do Tejo, Boa Viagem, Barraqueiro, s raznim terminalima u gradu kao polaznim stanicama.
U Lisabonu, svoje polazne stanice imaju četiri prigradske željezničke linije: Cascais, Sintra i Azambuja (Comboios de Portugal, CP) i Setúbal (Fertagus) koja prelazi preko mosta 25 de Abril. Odvojena CP linija za Setúbal završava na obali Teja i potom se trajektom prebacuje u Lisabon. Glavne su željezničke stanice Santa Apolónia, Rossio, Gare do Oriente i Cais do Sodré.
Grad ne raspolaže uslugom lake željeznice (tamvajska linija 15, premda koristi nove i brze tramvaje, ne spada u tu kategoriju), ali u planu je izgradnja nekoliko linija u okolici grada. 
Preko rijeke Tejo pružaju se dva velika mosta: Željezni viseći most Ponte 25 de Abril (Most 25. travnja), otvoren 6. kolovoza 1966. kao Ponte Salazar, i kasnije preimenovan po datumu revolucije karanfila, bio je najduži viseći most u Europi. Povezuje grad s novim četvrtima koje su nikle na lijevoj obali Teja. Radi svoje slične boje, često se uspoređuje s mostom Golden Gate u San Franciscu u Sjedinjenim Državama. U stvarnosti, most je izgradila ista tvrtka, American Bridge Company, koja je izgradila most San Francisco – Oakland Bay također u San Franciscu, što objašnjava sličnost dizajna dva mosta. Drugi most, Ponte Vasco da Gama (Most Vasco da Gama), otvoren svibnja 1998., sa svojih 17,2 km, najduži je most u Europi.
Usluge prijevoza trajektom održava Transtejo-Soflusa, s polascima iz raznih mjesta u gradu za Cacilhas, Seixal, Montijo, Porto Brandão i Trafariu pod brendom Transtejo, i za Barreiro pod brendom Soflusa.
Lisabon je sa svojim predgrađima i ostatkom Portugala povezan razvijenom mrežom autocesta. Grad okružuju tri autoceste: 2ª Circular, CRIL i CREL. Zračna luka Lisabon Portela locirana unutar gradskih međa, glavno je središte kompanija TAP i Portugalia, s redovnim linijama za Europu, Afriku i obje Amerike.

## Sport
Lisabon ima dugu tradiciju sporta, no uvjerljivo najpopularniji sport u Portugalu, pa tako i u Lisabonu je nogomet. Grad je bio jedan od domaćina Europskog prvenstva u nogometu 2004. i domaćin finala Svjetskog prvenstva u rukometu 2003. 2006. i 2007. u Lisabonu je bio start Relija Dakar.
Benfica (poznatiji kao "Benfica Lisabon") sportski je klub poznat širom svijeta po svom nogometnom timu, jednom od najznačajnijih u Europi, 
dvostrukom pobjedniku i peterostrukom finalisti UEFA Lige prvaka, finalisti 
UEFA Europske lige i Interkontinentalnog kupa.
Drugi su veći klubovi Sporting (poznatiji kao "Sporting Lisabon"), pobjednik je UEFA Kupa pobjednika kupova 1964. i finalist Kupa UEFA 2005. i Belenenses (poznatiji kao "Belenenses Lisabon"). Ta tri kluba, zajedno su osvojili 57 naslova prvaka i 51 drugo mjesto u Portugalskoj prvoj ligi, 52 Portugalska kupa i 11 portugalskih superkupova. Sportski klubovi iz Lisabona osvojili su mnoge naslove i u drugim sportovima. Popularni su također i dvoranski nogomet (Futsal), rukomet, košarka i hokej na koturaljkama. U Lisabonu je mnogo sportskih objekata, od atletskih staza i marina do golf terena i mountain-bike staza. Svakog ožujka u gradu se održava Lisabonski polumaraton, dok u rujnu Portugalski polumaraton.
Lisabon raspolaže s dva, prema UEFA klasifikaciji stadiona s pet zvjezdica: Estádio da Luz kapaciteta preko 65.000 gledatelja i Estádio José Alvalade, kapaciteta preko 50.000 gledatelja. Ostali su stadioni Estádio do Restelo, kapaciteta više od 30.000 i Estádio Nacional u Oeirasu, kapaciteta više od 37.000.

## Istaknuti građani
- Fernando Martins de Bulhões, kasnije Sveti Antun Padovanski (c.1195[65] – 1231.), Katolički svetac;
- Pedro Julião, kasnije papa Ivan XXI. (c. 1215. – 1277.), jedini portugalski papa.
- Francisco de Almeida (c. 1450. – 1510.), plemić, vojskovođa i istraživač, savjetnik kralja Ivana II. i prvi potkralj porugalske Indije.
- Luís de Camões (1524. -  1580.), pjesnik
- António Vieira (1608. – 1697.), Jezuit, pisac i misionar.
- Katarina od Braganze (1638. – 1705.), supruga engleskog kralja Karla II.
- Fernando Pessoa (1888. – 1935.), pjesnik, pisac, književni kritičar i prevodioc. Smatra se jednim od najznačajnijih književnika 20. stoljeća.
- Amália Rodrigues (1920. – 1999.), Rainha do Fado - "kraljica fada", utjecajna u promociji fada širom svijeta.
- Jorge Ferreira Chaves (1920. – 1982.), arhitekt.
- Mário Cesariny (1923. – 2006.), nadrealistički pjesnik i slikar.
- Alexandre O'Neill (1924. – 1986.), pjesnik i pisac.
- Mário Soares (1924.), političar, premijer 1976. – 1978. i 1983. – 1985., i predsjednik Portugala 1986. – 1996.
- Paula Rego (1935.), slikarica, ilustratorica i grafičarka.
- Jorge Sampaio (1939,), političar, gradonačelnik Lisabona 1989. – 1995., predsjednik Portugala 1996. – 2006., i visoki predstavnik Ujedinjenih naroda za Savez civilizacija.
- António Damásio (1944.), neuroznanstvenik.
- António Guterres (1949.), političar, premijer Portugala 1995. – 2002. i Visoki predstavnik Ujedninjenih naroda za izbjeglice od 2005.
- José Manuel Barroso (1956.), političar, premijer Portugala 2002. – 2004., i predsjednik Europske komisije od 2004.
- Joaquim de Almeida (1957.), glumac
- Maria de Medeiros (1965.), glumica

## Međunarodni odnosi
Lisabon je bratimljen sljedećim gradovima:
| - Betlehem, Palestinska samouprava - Bissau, Gvineja Bisau - Brasília, Brazil - Budimpešta, Mađarska - Buenos Aires, Argentina - Cacheu, Gvineja Bisau - Fairfield, Sjedinjene Države - La Paz, Bolivija - Luanda, Angola - Macau, Kina - Madrid, Španjolska - Malacca, Malezija - Maputo, Mozambik | - Mexico City, Meksiko - Pariz, Francuska (grad partner) - Peking, Kina - Pontelandolfo, Italija - Praia, Cape Verde - Rio de Janeiro, Brazil - Ruse, Bugarska - Salvador, Brazil - São Paulo, Brazil - Suisun City, Sjedinjene Države - Tunis, Tunis - Waterbury, Sjedinjene Države - Zagreb, Hrvatska |

## Vanjske poveznice
- Câmara Municipal de Lisboa – Službena stranica
- Visit Portugal: Lisbon Past and Present  Arhivirana inačica izvorne stranice od 6. siječnja 2011. (Wayback Machine) – www.visitportugal.com
- Associação de Turismo de Lisboa  Arhivirana inačica izvorne stranice od 25. siječnja 2007. (Wayback Machine) – Službena stranica Lisabonskog turističkog udruženja
- OTLIS  Arhivirana inačica izvorne stranice od 13. listopada 2007. (Wayback Machine) – Službena stranica konzorcija prijevoznih poduzeća Lisabonske regije
- Portal das Nações  Arhivirana inačica izvorne stranice od 25. rujna 2009. (Wayback Machine)  Službena stranica Parque das Nações
- lisbon-guide.info   Arhivirana inačica izvorne stranice od 12. kolovoza 2020. (Wayback Machine) - Lisbon Guide Your travel guide to Lisbon
- "Lisabon", serijal 72+, Al Jazeera Balkans, 16. 2. 2024. (YouTube)